# Christelijke Hogeschool Ede
De Christelijke Hogeschool Ede is een Nederlandse hogeschool, gevestigd te Ede. De hogeschool heeft een duidelijk christelijke signatuur waarbij men stelt geïnspireerd te worden door de Bijbel. Dit gegeven is bepalend voor de onderlinge omgangsvormen en voor de manier van lesgeven.

## Geschiedenis
De hogeschool is ontstaan uit ‘de Christelijke kweekschool op de Veluwe’. Op 8 mei 1950 werd die vereniging gesticht, die drie jaar later samenging met een vereniging uit Harderwijk. Op 1 september 1954 werd gestart met colleges voor 65 studenten. In de periode tot 1958 was er nog geen volledige erkenning door de overheid. In 1969 werd, naast een nieuw gebouw, ook een nieuwe naam gekozen: Felua (Veluwe).
In 1994 fuseerde de hogeschool met De Vijverberg, waarbij de huidige naam 'Christelijke Hogeschool Ede' (CHE) aangenomen werd. In 1995 kwam ook de Evangelische School voor Journalistiek vanuit Amersfoort erbij. In 2004 trokken de studenten van de Evangelische Theologische Hogeschool uit Veenendaal bij de hogeschool in.
In 2014 vierde de hogeschool haar 60-jarig jubileum. In datzelfde jaar werd er ook een nieuw gebouw neergezet en werd het bestaande gebouw verbouwd. De hogeschool heeft sinds 2016 het aantal opleidingen uitgebreid, onder meer het flexibele-deeltijd-onderwijs. Dit leidde er toe dat er in 2021 5000 studenten waren. In 2024 is dit teruggelopen naar 4800.
In 2024 vierde de CHE haar 70-jarig jubileum met een groot festival voor (oud-)medewerkers en (oud-)studenten. Ook werd het boek Dit zijn wij uitgebracht, met 70 portretten van CHE’ers uit de afgelopen 70 jaar. Daarnaast verscheen er een documentaire over de school.

## Opleidingen
De hogeschool biedt twaalf voltijds bacheloropleidingen aan die opleiden tot leraar basisonderwijs, verpleegkundige, communicatiemedewerker of voorlichter, journalist, bedrijfskundige, personeelsfunctionaris, sociaal werker, ICT-er, praktiserend theoloog en godsdienstleraar. Daarnaast heeft de hogeschool flexibel deeltijdonderwijs en een groot cursusaanbod waaronder diverse post-hbo' en post-mbo' opleidingen, masters en Associate degrees.
De hogeschool werd van 2004 tot 2011, en van 2015-2021 verkozen tot beste middelgrote hogeschool van Nederland door de keuzegids hoger onderwijs. In de tussenliggende jaren eindigde de hogeschool elke keer in de top 3. In oktober 2024 is de CHE geëindigd op de tweede plek.

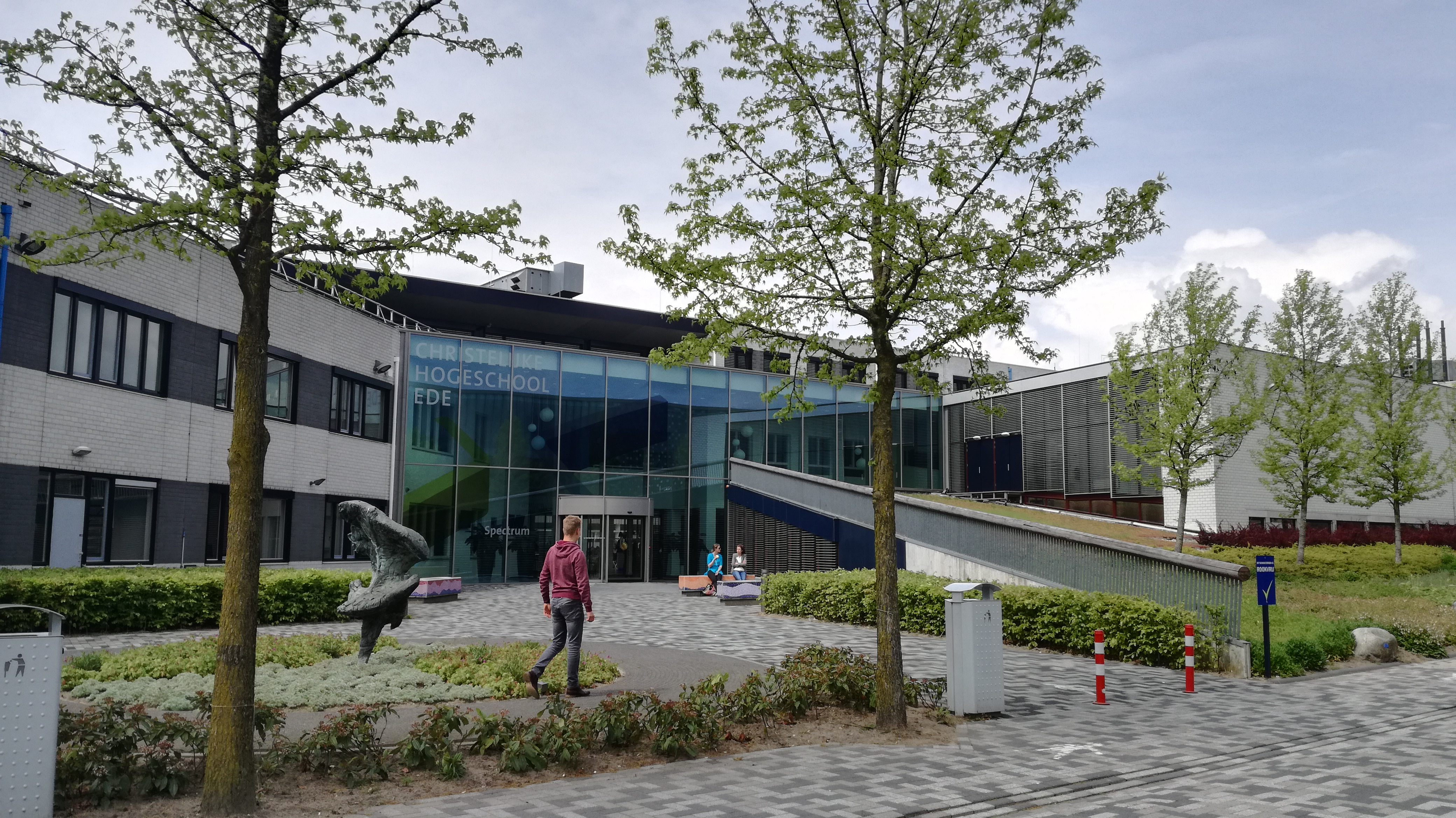
Ingang hoofdgebouw (Spectrum)
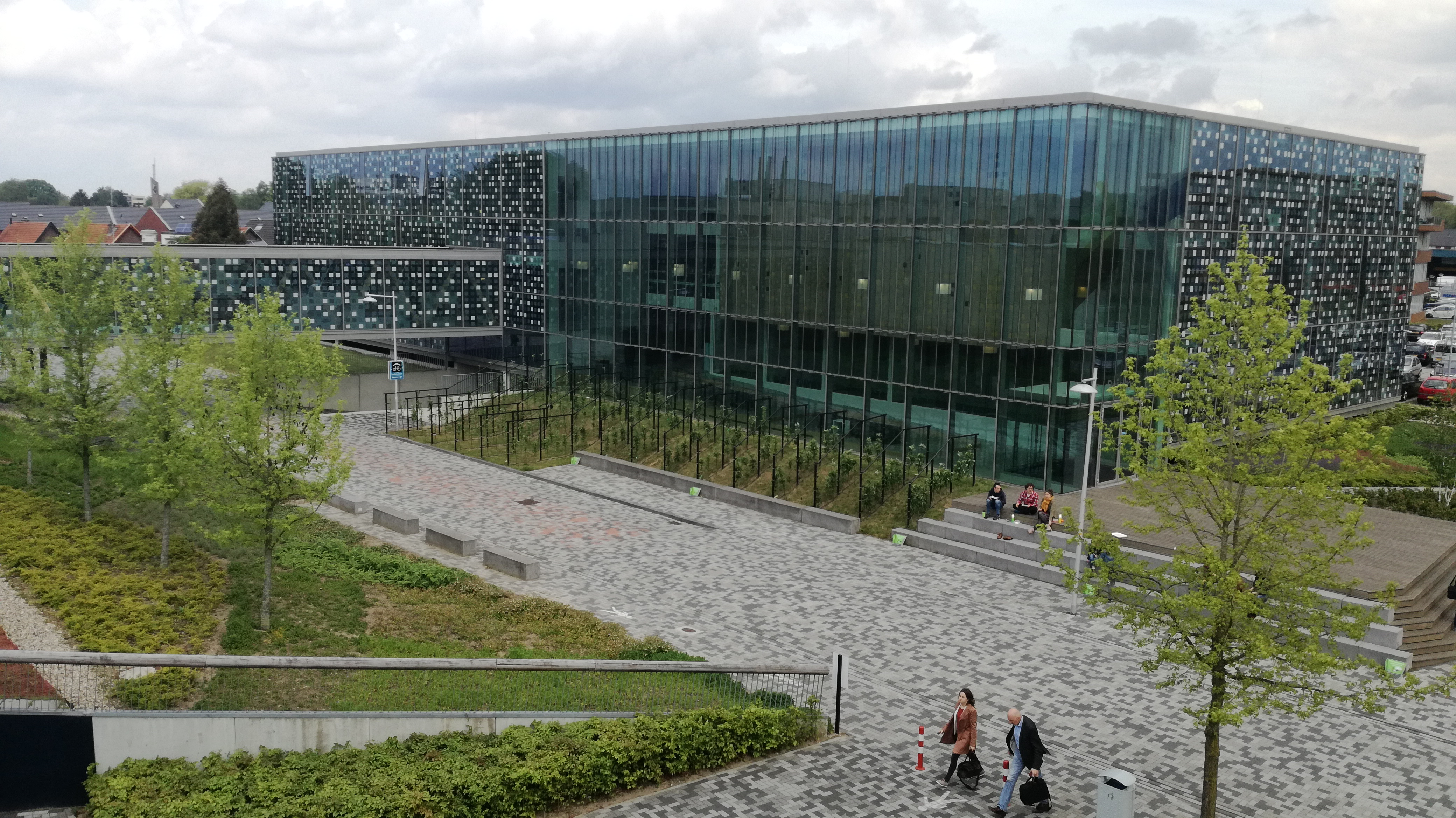
Prisma gebouw
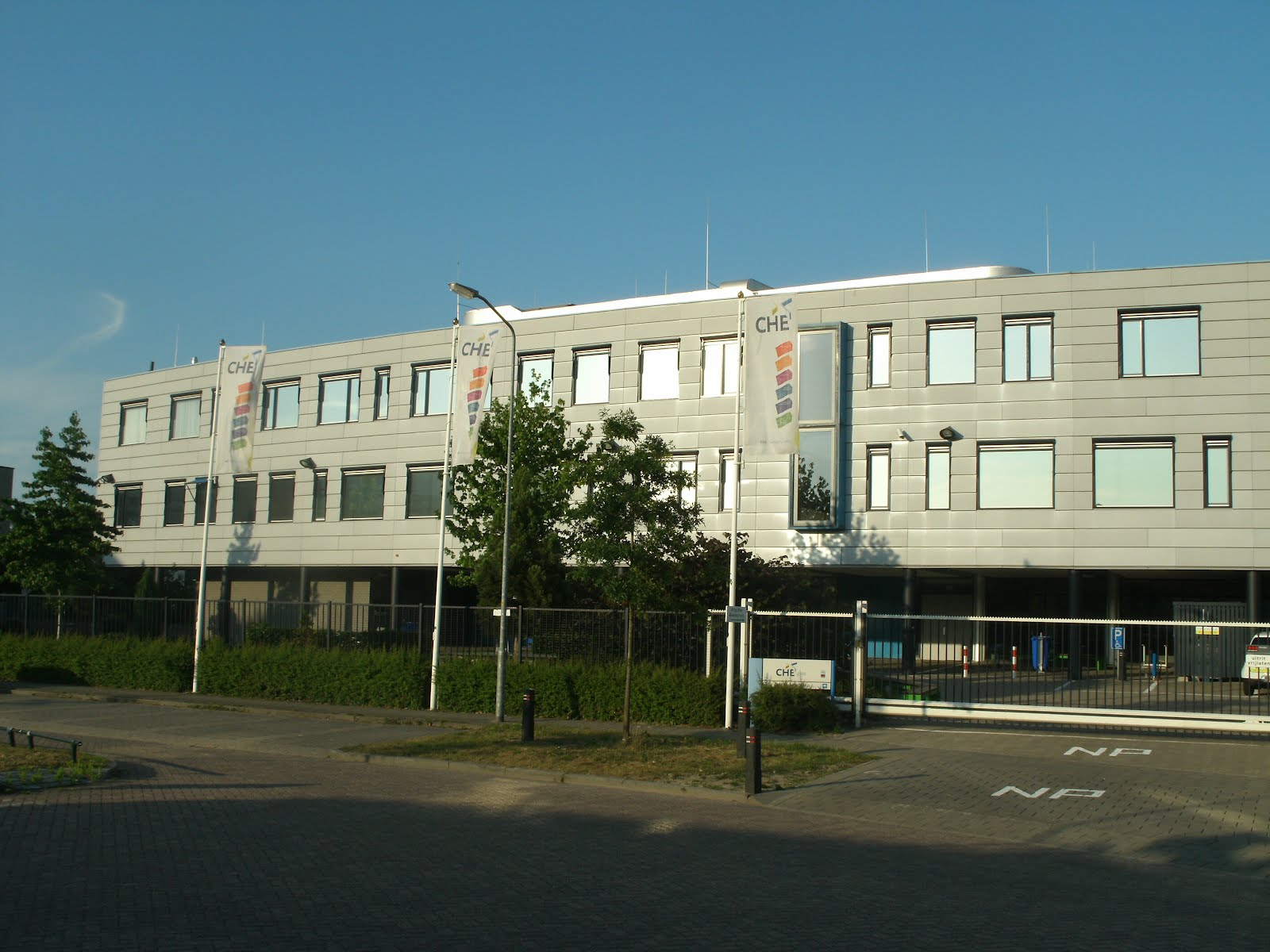
Achterzijde